# Lozanella enantiophylla
Lozanella enantiophylla là một loài thực vật có hoa trong họ Cannabaceae. Loài này được John Donnell Smith mô tả khoa học đầu tiên năm 1902 dưới danh pháp Trema enantiophylla từ mẫu vật thu thập tại tỉnh Cartago, Costa Rica. Năm 1905, Jesse More Greenman thiết lập chi Lozanella với loài Lozanella trematoides từ mẫu vật do Cyrus Pringle thu thập tại Hidalgo, Mexico.
Năm 1931 Ellsworth Paine Killip và Conrad Vernon Morton trong bài báo "The genus Lozanella" nhận thấy 2 loài này chỉ là một và xếp nó trong chi Lozanella với danh pháp tổ hợp lại là Lozanella enantiophylla.

## Phân bố
Loài bản địa Bolivia, Colombia, Costa Rica, Ecuador, El Salvador, Guatemala, Honduras, Mexico, Panamá, Peru, Venezuela.

## Hình ảnh

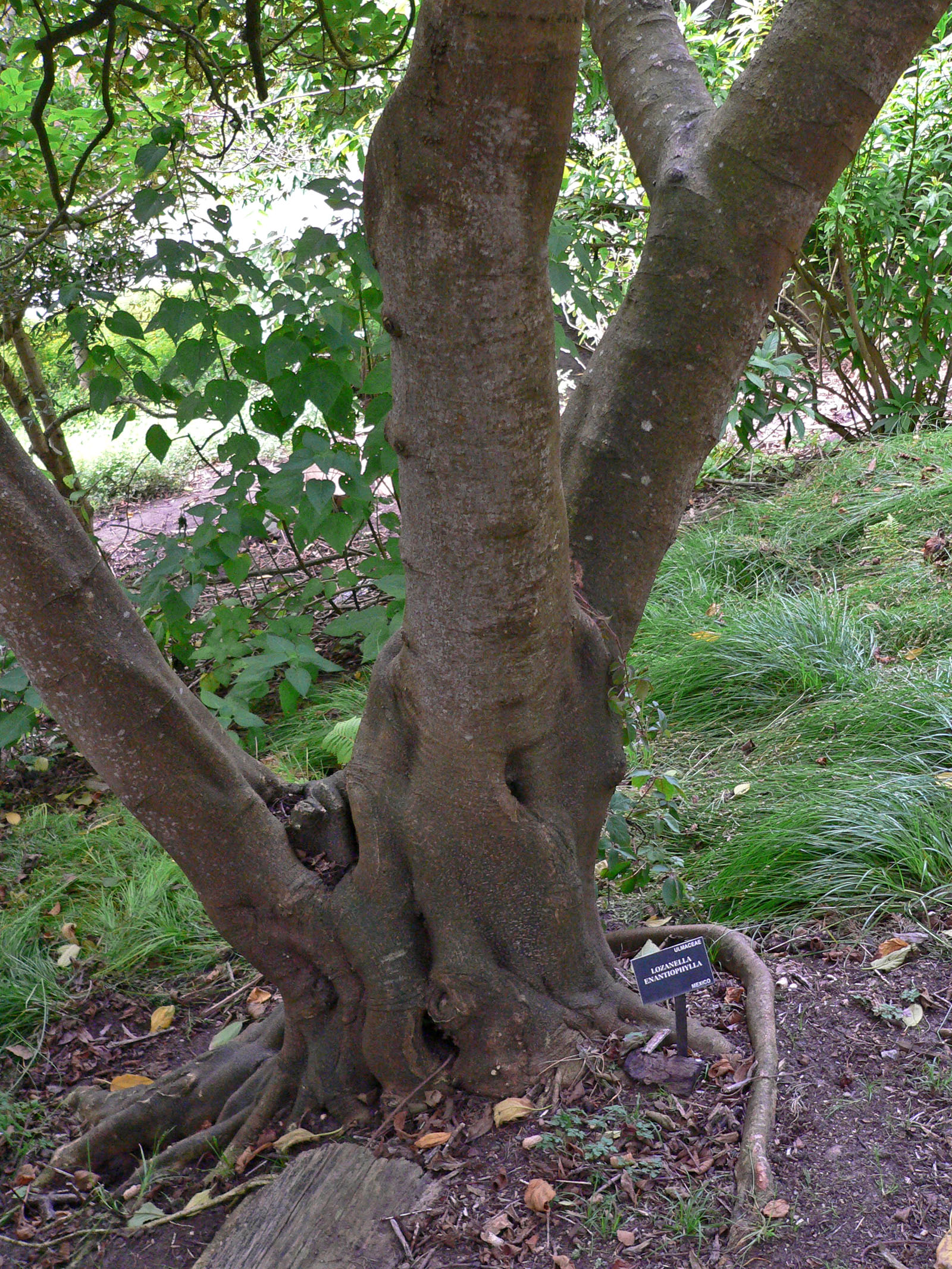
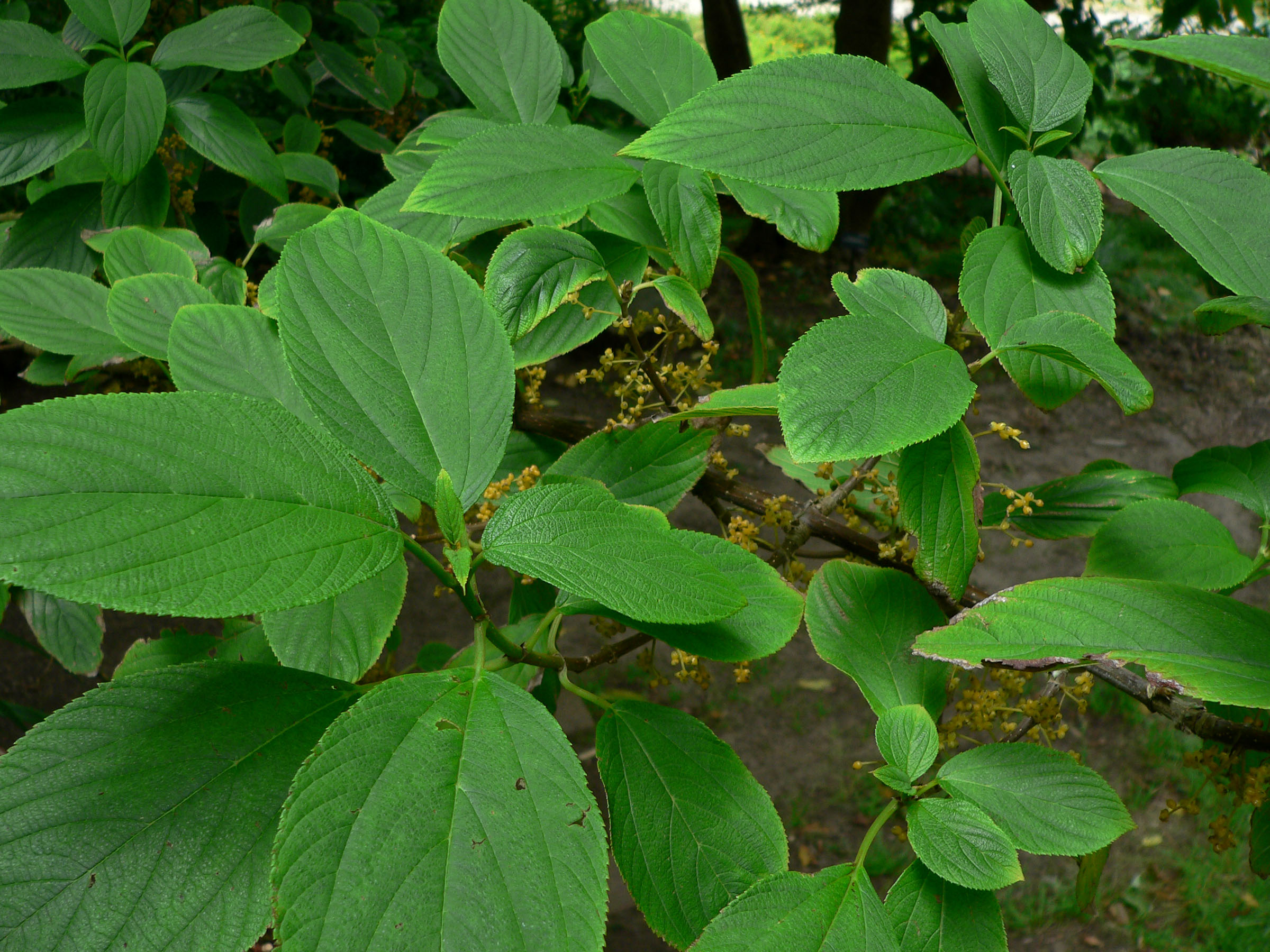
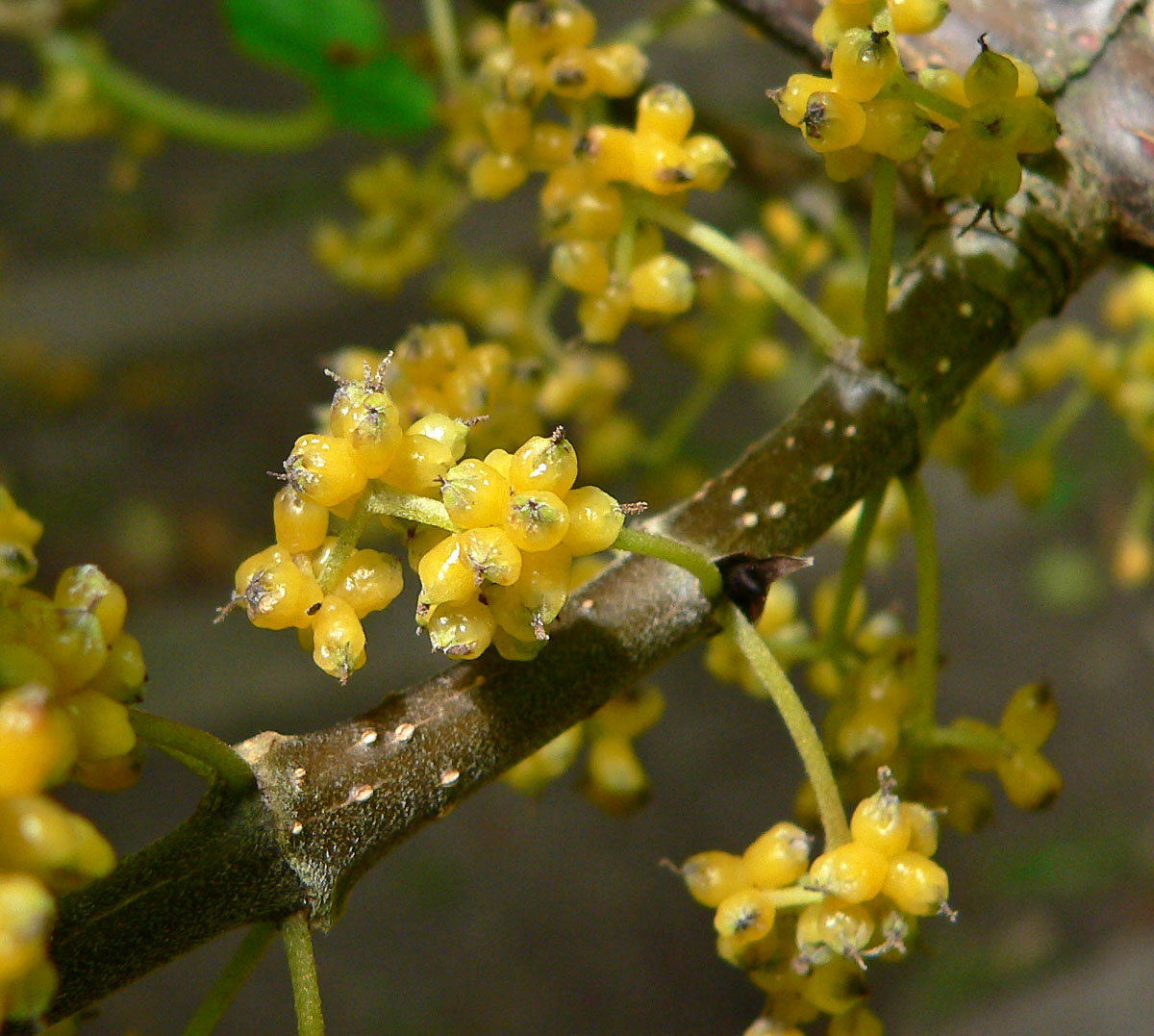